# Rosemeri Salvador
Rosemeri Salvador es una deportista brasileña que compitió en judo. Ganó una medalla en los Juegos Panamericanos de 1987 y dos medallas en el Campeonato Panamericano de Judo, en los años 1986 y 1988.

## Palmarés internacional
| Juegos Panamericanos    | Juegos Panamericanos          | Juegos Panamericanos | Juegos Panamericanos |
| Año                     | Lugar                         | Medalla              | Categoría            |
| ----------------------- | ----------------------------- | -------------------- | -------------------- |
| 1987                    | Indianápolis (Estados Unidos) | Medalla de bronce    | +72 kg               |
| Campeonato Panamericano |                               |                      |                      |
| Año                     | Lugar                         | Medalla              | Categoría            |
| 1986                    | Salinas (Puerto Rico)         | Medalla de plata     | +72 kg               |
| 1988                    | Buenos Aires (Argentina)      | Medalla de bronce    | +72 kg               |